# Gaëtane Lamarche-Vadel
 (novembre 2015).
Pour les articles homonymes, voir Lamarche.
Gaëtane Lamarche-Vadel est une philosophe française essayiste.

## Biographie
Diplômée en philosophie à Nanterre, docteur en sémiologie des arts et de la littérature à l'École des hautes études en sciences sociales (thèse sous la direction de Louis Marin), Gaëtane Lamarche-Vadel est habilitée à diriger des recherches à Paris 1 Sorbonne.
Elle a été chercheuse au Cerfi de 1973 à 1985, a collaboré à la revue Recherches notamment aux numéros consacrés à l’asile, la psychiatrie de secteur, à la justice des mineurs. Elle a enseigné à l’École d’architecture de Paris-Val de Seine, à l’ENSA de Limoges, à l’Université de Paris-VIII, à l’ENSA de Dijon dans les départements de sciences sociales et de philosophie esthétique. 
Elle a travaillé sur le secret au XVIIe siècle, sa thèse, puis sur « les jardins secrets » en Italie à la Renaissance, étude pour laquelle elle a obtenu une bourse Villa Médicis hors les murs. Ses recherches en relation avec son enseignement dans les écoles d’art et d’architecture se sont orientées sur l’art, l’architecture, l’espace public, le paysage. Elle a dirigé et collaboré à des recherches DAPA/DAP/PUCA sur ces thèmes, et a publié divers ouvrages et textes critiques.
Elle est membre du collectif de rédaction de Multitudes.

### Vie privée
Elle a été l'épouse de Bernard Lamarche-Vadel.

## Publications

### Ouvrages
- L'Humilité, la grandeur de l’infime, responsable et co-auteur de cet ouvrage, Autrement, 1992
- De la duplicité, les figures du secret au XVIIe siècle, La Différence, 1994
- Jardins secrets de la Renaissance, l'Harmattan, 1997
- De ville en ville, l'art au présent, l'Aube 2001
- Anthologie de textes sur les jardins secrets, Mercure de France, 2004
- Pour-voir, Emscher park, éditions de l’École des beaux arts de Genève, 2005
- La Gifle au goût public… et après ?, La Différence, octobre 2007
- La Chronique du chantier de l’arsenal, Ensa Dijon/les presses du réel, 2013[4],[5]
- Les Politiques de l’appropriation, l’Harmattan, 2014[6]
- Les Projets artistiques à la croisée de l’urbanisme et du politique, La lettre volée, 2015

### Articles (sélection)
- « Jardins secrets, mémoire et hermétisme », Le jardin, art et lieu de mémoire, l'Imprimeur, 1995
- « Art et espace public », Site journal of french studies, University of Connecticut, 1997[7]
- « La part commune », Architecture au corps, Ss don Chris Younes, Ousia, 1998
- « Confessions politiques au XXe, jeux de pouvoir et de langage », Sigila (revue transdiciplinaire franco portugaise sur le secret), Gris-France, 2000
- Entretien avec Paul Virilio pour Site journal of french studies, University of Connecticut, 2000/2001
- « Le port de Bonneuil », Les nouvelles conditions du projet urbain : critique et méthode, Ss don d’Alain Charre, Mardaga, 2001
- « De l’art et de l’usage de l’art », Art et philosophie, ville et architecture, Ss don Chris Younès, La découverte, 2003
- « Le Site de David Boeno », L’art, changer de conviction, coll. « Art 8 », Ss don Jacques Morizot, l’Harmattan, 2004
- « Résister comme inventer », À propos de culture, 2, Ss la don de Nabil El-Haggar, l’Harmattan, 2007
- « Créer, c’est penser », Actes des Assises nationales des Écoles d’art, 2008
- « Le Guetteur », Inclinaisons, Filigranes, 2010
- « les étudiants contre la circulaire Guéant », Multitudes, no 49, juin 2012[8]
- « Il était une fois à Petrograd un carré noir », Le goût du noir, Mercure de France, 2014
- « Chantiers en cours », Art, territoires, villes, les trois P/Obsidiane, octobre 2014
- « Emscher park », Sans le socle, HEAD- Genève/art&fiction publications, Lausanne, 2014
- « Manifestations politiques et valeurs artistiques, Istanbul 2013 », Multitudes, no 57, automne 2014[9]

### Émissions radiophoniques
- « Baltasar Gracian : une vie, une œuvre » avec Clément Rosset, Michel de Certeau, Benito Pelégrin, Rd Père Batlori, Michèle Gendreau-Massaloux,14 mars 1985[10]
- « Relire Baltasar Gracian aujourd'hui » Les chemins de la connaissance, mai 1985
- « Champ-secret ». Atelier de création radiophonique, 19 janvier 1986 (avec la participation d’Henri Gaudin, André du Bouchet, Zanotto, une carmelite)
- « Du jour au lendemain » Alain Veinstein, France culture, 29.11.94
- « Carnet nomade » Colette Fellous, France culture, juillet 2004
- Les nouveaux chemins de la connaissance, Raphaël Enthoven, France culture, 16.02.2007[11]
- « Les barricades mystérieuses : La bande à Félix Guattari », documentaire de Philippe Gumplowicz et Christine Robert, Sur les docks, France Culture, 14 mars 2011[12]
- « Journal d'un chantier », Pas la peine de crier, France Culture, 7 mai 2014 [13]